# Henk Timmer
Hendrik „Henk“ Timmer (* 3. prosince 1971 Hierden) je bývalý nizozemský fotbalový brankář. Celou svou kariéru hrál v nizozemské Eredivisii, hrál například i za Ajax Amsterdam a Feyenoord Rotterdam, kam se v létě 2006 vrátil z AZ Alkmaar. Kariéru ukončil v roce 2010 v SC Heerenveen.
Ve Feyenoordu byl z Ajaxu jen na hostování, které se ale vyplatilo, neboť vyhrál v době hostování s Feyenoordem pohár UEFA. Svůj debut v národním dresu měl v listopadu 2005 a stal se tak nejstarším debutantem v nizozemské reprezentaci, bylo mu 33 let a 334 dní.
Jeho partnerkou je bývalá rychlobruslařka Marianne Timmerová.